# Gozelo I Wielki
Gozelo I Wielki, także Gothelo (ur. 968/973, zm. 19 kwietnia 1044) – książę Dolnej Lotaryngii od 1023 do śmierci i Górnej Lotaryngii w od 1033 do śmierci, hrabia Verdun od 1023 oraz margrabia Antwerpii od 1005/8 roku.
Był piątym synem (z sześciu) Gotfryda I z Verdun, margrabiego Antwerpii i hrabiego Mons, oraz Matyldy, córki margrabiego saskiego Hermanna Billunga i Ody, wdowy po Baldwinie III Flandryjskim. Miał starszego brata Gotfryda II Bezdzietnego, księcia Dolnej Lotaryngii od 1012 do 1023. Po śmierci ojca w 1002 odziedziczył Antwerpię, z której od 1012 roku był lennikiem brata. Po zgonie tego ostatniego objął Dolną Lotaryngię i hrabstwo Verdun, wsparty zbrojnie przez Henryka II Świętego. Wystąpienia przeciw niemu trwały jednak aż do 1025 roku, kiedy to rozgromił je kolejny cesarz Konrad II Salicki. 22 maja 1033 roku umarł jego daleki kuzyn Fryderyk III, ostatni męski przedstawiciel dynastii mozelskiej w Górnej Lotarynagii, którą tym samym odziedziczył przy aprobacie cesarza (księstwo Bar przypadło siostrze Fryderyka, Sybilli). Konrad wsparł później Gozelo w walce z Odonem II z Blois, chcącym uzyskać Lotaryngię. 15 listopada 1037 roku Odon został ostatecznie pokonany i zabity w bitwie pod Bar-le-Suc. Gozelo zmarł w 1044 roku i został pochowany w opactwie w Bilzen. Jego syn Gotfryd II Brodaty został księciem Górnej Lotaryngii, jednak cesarz odmówił mu Dolnej Lotaryngii, nie chcąc skupiać zbyt silnej władzy w rękach jednego ze swych lenników. Zamiast tego przekazał te ziemie niekompetentnemu synowi Gozelo I, Gozelo II. Spowodowało to trwającą aż do 1056 roku wojnę między zwolennikami Gotfryda (hrabiami Flandrii i Leuven) oraz siłami cesarskimi. W 1057 roku inny syn Gozelo I został papieżem jako Stefan IX.
Gozelo zapewne przed 1000 rokiem ożenił się z kobietą nieznanego pochodzenia, z którą miał szóstkę dzieci:
- Gotfryda II Brodatego (zm. 1067), księcia Górnej (1044–1047) i Dolnej Lotaryngii (1060–1067);
- Matyldę (zm. 1060), żonę Henryka I, księcia-palatyna Lotaryngii (prawdopodobnie zamordowana przez męża);
- Gozelo II Próżniaka (zm. 1046), następcy ojca jako księcia Dolnej Lotaryngii;
- Fryderyka (zm. 1058), późniejszego papieża Stefana IX;
- Odę/Udę (zm. po 1047), żonę Lamberta II z Louvain;
- Reginildę (zm. po 1067), żonę Alberta II z Namur.